# سكلافيني
سكلافيني أو سكلابينوي هي إحدى قبائل السلاف الأوائل، شنت غارات على البلقان، ثم غزت المنطقة واستوطنتها في العصور الوسطى المبكرة، وأصبحت في نهاية المطاف المكون العرقي الرئيسي لمجموعة السلاف الجنوبيين. وصف المؤرخون البيزنطيون الأوائل تلك القبائل بالهمج أو البرابرة، حيث ظهرت تلك القبائل على الحدود البيزنطية إلى جانب شعب الآنتس (السلاف الشرقيون)، وهي مجموعة سلافية أخرى مختلفة. يختلف السكالفيني عن الآنتس والونديين، لكنهم وُصفوا بالأقارب. قبلت معظم القبائل السلافية الجنوبية في النهاية بالولاية البيزنطية، وخضعت للتأثير الثقافي البيزنطي. استُخدم المصطلح على نطاق واسع ليكون اسمًا شاملًا لتلك القبائل حتى القرن العاشر، حين برزت أسماء القبائل المنفصلة.

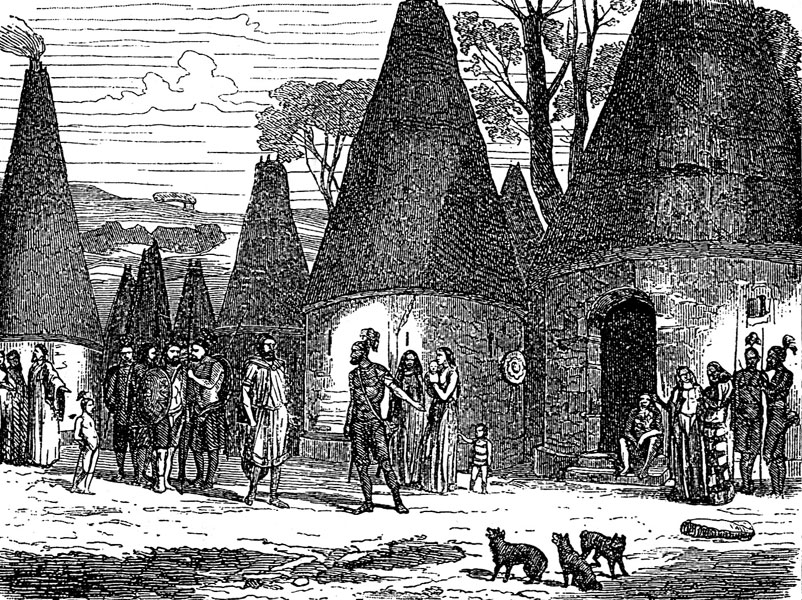
رسم توضيحي لقبائل السكلافيني بين نهر الدانوب وجبال البلقان.

## اصطلاح
صنّف البيزنطيون القبائلَ السلافية المختلفة، والتي تعيش بالقرب من حدود الإمبراطورية الرومانية الشرقية، ضمن مجموعتين: السكلافينوي والآنتس. أطلق بروكوبيوس القيسراني على القبائل اسم سكلافيني، في حين أطلق يوردانس عليها اسم سكلافي. استُخدم المصطلح المشتق من سكلافينيا الإغريقية (سكلافيناي باللاتينية) لوصف القبائل السلافية في مقدونيا البيزنطية وبيلوبونيز، فكانت مناطق استيطان تلك القبائل خارج مجال السيطرة البيزنطية. أشار المصطلح، بحلول العام 800، إلى المستوطنين العسكريين المتنقلين خصوصًا، وهم قبائل سلافية استوطنت المنطقة بعد تحالفها مع الإمبراطورية البيزنطية. ظهرت المستوطنات العسكرية السلافية في بيلوبونيز وآسيا الصغرى وإيطاليا.

## التأريخ البيزنطي
يقدّم بروكوبيوس القيسراني المعلومات الأكثر تفصيلًا عن السكلافيني والآنتس. ذكر يوردانس قبائل السكلافيني أيضًا، وجاء ذكرها من طرف المؤرخ ميناندر البيزنطي (في منتصف القرن السادس ميلادي) وفي دليل ستراتيجيكون الحربي (أواخر القرن السادس) وغيرها من المصادر.

## تاريخ

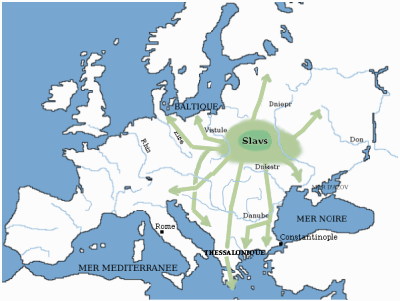
هجرة السلاف الأوائل في أوروبا بين القرنين الخامس والعاشر ميلادي

### القرن السادس
سجّل بروكوبيوس أول غزوة سلافية جنوب نهر الدانوب، فذكر في سجلاته هجوم شعب الآنتس «الذين يقطنون بالقرب من السكلافيني»، وذلك في العام 518 على الأرجح. عرّف الباحث ميكل كازانسكي ثقافة براغ كورتشاك من القرن السادس، ومجموعة سوكوف أيضًا، على أنها ثقافات أثرية تعود لقبائل السكلافيني، في حين تعود ثقافة بنكوفكا إلى شعب الآنتس. يبدو أن الإمبراطور البيزنطي جستنيان لجأ إلى إستراتيجية فرّق تسد، في ثلاثينيات القرن السادس الميلادي، فذُكر أن السكلافيني والآنتس تحاربا.
ذُكر السكلافيني للمرة الأولى في سياق السياسة العسكرية للإمبراطور البيزنطي جستنيان الأول (حكم بين 527-565) على جبهة الدانوب. في عام 537، أرسل جستنيان 1600 فارس إلى إيطاليا لإنقاذ بيليساريوس، وألّف السكلافيني والآنتس أغلب قوام هذا الجيش. برز صراع عسكري بين الآنتس والسكلافيني في أوروبا الشرقية، في الفترة الواقعة بين عامي 533 -أو 534- و545 ميلادي (على الأرجح أن النزاع حدث قبل غزو الهان بين عامي 539 و540). ذكر بروكوبيوس «ازدياد الأعمال العدوانية والاحتراب بين الطرفين» حتى تمكّن السكلافيني من تحقيق النصر. كان للبيزنطيين دور على الأرجح في هذا الصراع، وربما أشعلوه أو عملوا على استمراره. غزا الآنتس أبرشية تراقيا في الفترة ذاتها. جنّد الرومان أيضًا خيالة مرتزقة من كلتا القبيلتين بهدف محاربة القوط الشرقيين، ويبدو أن الطرفين عاشا في سلام إبان العام 545. برزت حادثة تاريخية ادعى فيها أحد الآنتس أنه الجنرال الروماني خيلبوديوس (الذي قُتل في عام 534 على يد البرابرة في الدانوب). بيع الرجل إلى الآنتس وأعتق، وكشف لاحقًا هويته الحقيقية، لكنه اضطر إلى التمثيل تحت الضغط والادعاء أنه خيلبوديوس. ذُكر الآنتس للمرة الأخيرة بصفة محاربين مناهضين لبيزنطة، وذلك في العام 545، في حين استمرت غارات السكلافيني على البلقان. أصبح الآنتس حلفاء الرومان وفق معاهدة من عام 545، بينما توغّل السكلافيني داخل المزيد من الأراضي الرومانية بين عامي 545 و549. في عام 547، خاض نحو 300 مقاتل من الآنتس معركة ضد القوط الشرقيين في لوكانيا. استطاع السكلافيني الاقتراب من نيسوس في صيف العام 550، ومثلوا تهديدًا كبيرًا، لكن محاولاتهم احتلال سالونيك والمناطق المحيطة باءت بالفشل على يد جرمانوس. بعد تلك الواقعة، أمضى السكلافيني سنة في دالماتيا «وكأنها موطنهم الأم». غزا السكلافيني بعدها إليريكم، وعادوا إلى موطنهم محملين بالغنائم. وصل الآفار إلى سهوب البحر الأسود في العام 558، فهزموا الآنتس بين نهري دنيبر ودنيستر. تحالف الآفار لاحقًا مع السكلافيني.
كان دورينتيوس أول زعيم سلافيّ يسجل التاريخ اسمه، ولمع اسمه بين عامي 577 و579. تلقى دورينتيوس سفراءً أفاريين طلبوا منه ومن شعبه السلافي قبول الولاية الآفارية ودفع الجزية، وذلك بعدما أدرك الآفار أن السلاف جمعوا ثروة كبيرة عقب الغزوات وعمليات السلب المتكررة في البلقان. ذُكر أن دورينتيوس ردّ على الطلب بالعبارة التالية: «لا يغزو الآخرون أرضنا، بل نحن من نغزو الآخرين… سيبقى الحال هكذا إلى الأبد»، ويُقال أنه ذبح السفراء. جهّز بيان بعدها حملة عسكرية (في عام 578) ضد شعب دورينتيوس، وحصل على المساندة من البيزنطيين، فأشعل النار في الكثير من مستوطناتهم، لكنه لم يتمكن من إيقاف توغل السلافيين وغاراتهم داخل أراضي الإمبراطورية البيزنطية. في عام 578، دمّر جيشٌ سكلافينيٌ ضخم ثراسيا والمناطق المجاورة لها، وفي ثمانينيات القرن السادس، دُفعت أموالٌ إلى الآنتس ليهاجموا مستوطنات السكلافيني.
كتب يوحنا الأفسسي في عام 581: «نهب السلاف الملاعين كافة أنحاء اليونان، والمناطق المحيطة بسالونيك وتراقيا، واستولوا على العديد من البلدات والقلاع، فخرّبوا كامل البلاد وأحرقوها وسلبوها واستولوا عليها». مع ذلك، يبدو أن يوحنا بالغ في وصف كثافة التوغلات السلافية مدفوعًا من البيزنطيين بعد اعتقاله في القسطنطينية بين عامي 571 و579. فوق ذلك، رأى يوحنا أن السلاف أداة سلّطتها الله لمعاقبة مضطهدي الموفدين من اتباع عيسى المسيح. بحلول ثمانينيات القرن السادس، أصبحت مجتمعات السلاف في محيط نهر الدانوب أكبر وأكثر تنظيمًا، واستطاع الآفار فرض تأثيرهم، فأصبحت الغارات أكبر وأدت إلى موجات استيطان دائم. بحلول عام 586، استطاع السلاف غزو الجزء الغربي من بيلوبونيز، وأتيكا وإبيروس أيضًا، لكنهم فشلوا في الوصول إلى القسم الشرقي من بيلوبونيز، حيث كان الأخير منطقةً جبلية يصعب الوصول إليها. غزا نحو 100 ألف محارب سلافي سالونيك في عام 586 ميلادي. برزت محاولة أخيرة لاستعادة الحدود الشمالية بين عامي 591 و605، فاستطاع الإمبراطور موريس نقلَ الوحدات العسكرية إلى الشمال بعد انتهاء الحرب مع بلاد فارس، لكن الإمبراطور خُلع عن العرش عقب تمرّد عسكري في عام 602، وانهارت جبهة الدانوب بعد عقدٍ ونصف.

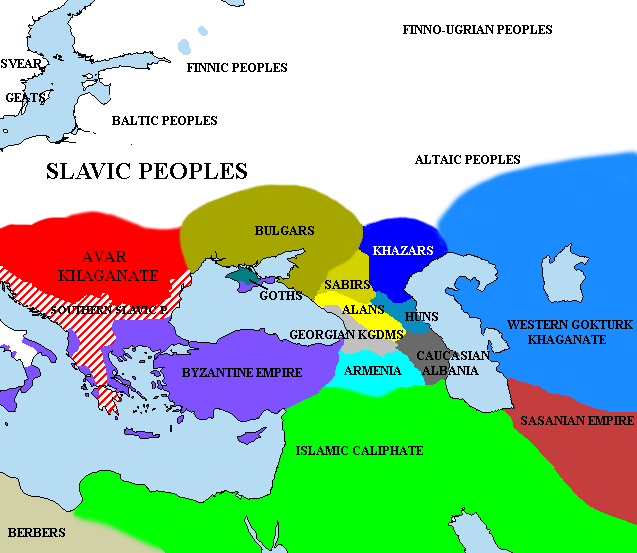
سهوب بونتيك في نحو العام 650 ميلادي. تظهر الخريطة المناطق المبكرة للخزر والبلغار والآفار.

### القرن السابع
هاجم الآفار شعب الآنتس في عام 602، ويُعد هذا الحدث آخر حدثٍ ذُكر فيه شعب الآنتس ضمن المصادر التاريخية. في عام 615، وإبان عهد هرقل (حكم بين عامي 610-641)، عُدّ البلقان بأكمله منطقة يقطنها السلاف أو يسيطرون عليها -أو سكلافينيا. قاد خاتزون الهجوم السلافي على سالونيك في ذلك العام، وطلب السلاف مساعدة الآفار، لكن الحملة انتهت بحصارٍ فاشل في عام 617. وفي عام 626، تحالفت الإمبراطورية الساسانية مع الآفار والسلاف لحصار القسطنطينية، لكن الحصار باء بالفشل.